# 坂本城 (播磨国)
坂本城（さかもとじょう）は、兵庫県姫路市書写にあった日本の城。別名は堀之城、または御構御所。土塁の遺構が「坂本城跡土塁」として姫路市の史跡に指定されている。

## 概要
本城は書写山南麓の段丘端の平地に立地する平城で、付近に夢前川・菅生川が流れ、また因幡街道や作州街道が交わる交通の要地でもあり、政治的な拠点には適地であった。
本城の規模は、江戸時代の『姫路御領書留』には「約133メートル×約86メートル」と記されているが、発掘調査の結果、周囲に堀と土塁を巡らせた170メートル四方の規模であったことが判明した。
築城時期はよくわかっておらず、室町幕府の初代播磨守護・赤松円心により14世紀初め、あるいは赤松円心より4代目の赤松義則の時代（1358年から1427年）、発掘調査結果を基に、存続時期の上限は14世紀末、14世紀末から15世紀初め、15世紀初頭には既に存在していた、応永29年（1422年）と江戸時代の地誌「播磨鏡」に記載、赤松円心の時代に構居があり築城は後の1422年、赤松円心の時代に築城され1422年に大改修された、などとされている。
室町時代には播磨守護の赤松氏の政治的な本拠として使用されていたが、嘉吉元年（1441年）の嘉吉の乱により赤松氏が一旦滅亡した後に山名氏の支配下となった。その後、山名氏と復興した赤松氏との攻防の舞台となったが、大永2年（1522年）を最後に記録が途絶え、16世紀初頭には廃城となったものと思われる。また、発掘調査により本城の時期の下限は16世紀初頭との報告がなされた。
2002年（平成14年）には、現存する土塁が「坂本城跡土塁」として姫路市指定史跡に指定された。

## 沿革
築城以来、代々赤松氏の播磨守護所として使用され、政治の中心地であった。嘉吉元年（1441年）、赤松満祐は室町幕府6代将軍足利義教を京の赤松邸に招いて暗殺し、嘉吉の乱が勃発した。満祐は坂本城に入って山名持豊（宗全）を主力とする幕府軍と戦ったが、劣勢を覆せず、ついには防御力のない坂本城では戦えないと判断して山城である城山城に移動した。そして坂本城は陥落、城山城の戦いでも敗れ、満祐は自刃して城山城も陥落した。
乱後、播磨は山名宗全の分国となり、宗全は坂本城に入って播磨を統治した。しかし応仁の乱勃発後、赤松政則が山名氏を播磨から追い出し、赤松氏が播磨を再び平定した。その間の文明元年（1469年）に政則は新たに置塩城を築いてそこを本拠としたため、その後、坂本城は廃城となった。